# Ariathisa excisa
Ariathisa excisa là một loài bướm đêm trong họ Noctuidae.